# Академический хребет (Байкал)
Академи́ческий хребе́т — подводный хребет озера Байкал, разделяющий Северную и Центральную котловины водоёма. Разделение котловин представляет собой диагональную перемычку, в которую входят остров Ольхон и Ушканьи острова, примыкающие к Академическому хребту с юго-запада и северо-востока соответственно.

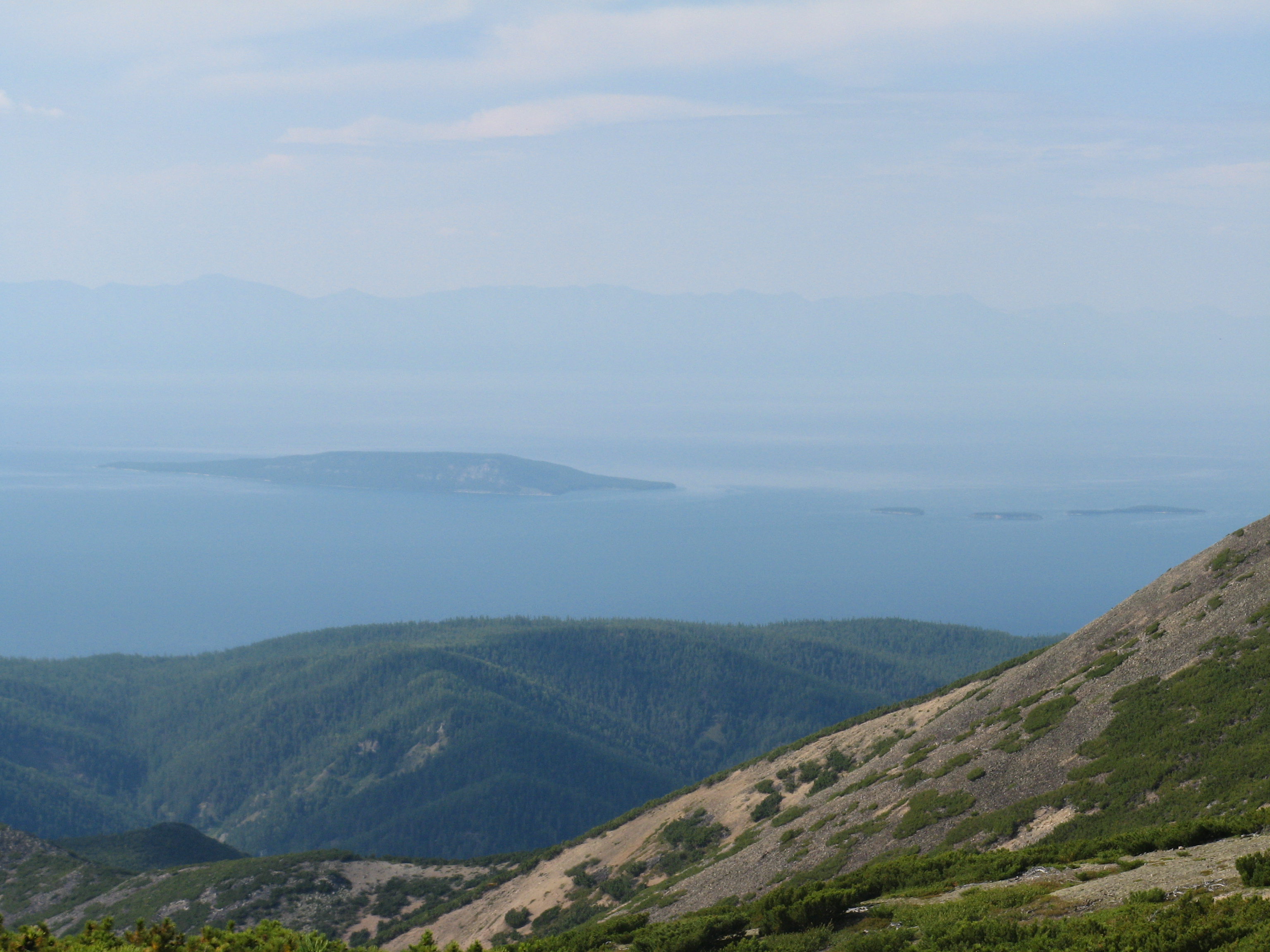
Ушканьи острова — северо-восточная граница Академического хребта (вид с полуострова Святой Нос)

## Формирование
В начале миоцена на месте будущих Малого Моря, Ольхона и Академического хребта образовывались малые полуграбены и небольшие (до нескольких десятков метров в глубину) озёра, а также торфяные болота.
Таким образом, до среднего миоцена (примерно 8—9 млн лет назад), будущий подводный хребет представлял из себя северное побережье Байкала. Постепенно озеро стало расширяться на север, в результате чего образовалась новая котловина — Северная. Этот вывод был сделан исследователями после изучения донных отложений: мощность осадков в Южной и Центральной котловинах равна примерно 8 тыс. м, а в Северной — только 4—5 тыс. м.
По мере опускания северной границы Центральной котловины, появился сначала пролив, разделивший блоки Академического хребта и Святого Носа, а также положивший начало затоплению Северной котловины. Затем, в позднем миоцене (7—9 млн лет назад), образовался ещё один пролив посередине самого массива. В целом, процесс формирования данного подводного хребта продолжался до конца плейстоцена.

## Геологическое строение и морфология
Академический хребет геологически связан с островом Ольхон и составляет с ним единую междувпадинную перемычку, которая по строению сходна с Приморским хребтом. Сам массив тянется от Ольхона на северо-восток, к Ушканьим островам. Длина сопряжённой перемычки с включением вышеуказанных островов составляет 200 км, длина самого хребта — около 100 км, максимальная высота над дном Байкала достигает 1848 м (Ушканьи острова) в целом и 1368 м над современной толщей донных осадков.
Рельеф массива асимметричен. С юго-востока он ограничен Ольхонским разломом, а с северо-запада — Ушканским. Вдоль самого хребта идёт Академический разлом, делящий его на два блока: поднятый Северо-Западный и опущенный Юго-Восточный.
Северо-Западный блок имеет неоднородный рельеф. Мощность осадков на нём колеблется от близкой нулю до нескольких сотен метров. Они делятся на две толщи: более раннюю, сформировавшуюся в разные этапы миоцена «A» и позднюю, прилегающую к Академическому разлому и относящуюся к плиоцену-голоцену «B». При этом осадки данного блока покоятся на коре выветривания, сформировавшейся ещё в сухопутных условиях.
Юго-Восточный блок опущен по разлому и перекрыт осадками мощностью в 1—1,5 км (по результатам бурения мощность осадочных пород на вершине хребта составляет около 1 км). Осадки этого блока относятся к разным этапам миоцена.
Средняя скорость осадконакопления в районе Академического хребта достигает от 4 см/тыс. лет в верхней 277-метровой толще до около 14 см/тыс. лет на глубине 480 м.
В основе фундамента Академического хребта лежат древние архей-протерозойские кристаллические сланцы и гнейсы, возраст которых превышает 2 млрд лет.

## Изучение
Хребет открыт советским географом-лимнологом Г. Ю. Верещагиным в 1932 году.
В 1995—1996 годах хребет исследовался российско-бельгийской научной экспедицией, в результате чего было получено множество данных о его рельефе и строении.
В июле 2009 года глубоководные обитаемые аппараты «Мир-1» и «Мир-2», в рамках научной экспедиции «„Миры“ на Байкале», провели погружения для обследования Академического хребта. Учёными были изучены породы, складывающие его фундамент, а также взяты их образцы.